# Pompeo Molella
Pompeo Molella (Alatri, ... – Roma, 11 settembre 1608) è stato un giurista italiano.

## Biografia
Figlio del notaio Valerio e di Giovanna Tuzi, nacque in Alatri nella seconda metà del XVI secolo, divenne dottore in utroque jure presso l'università La Sapienza di Roma. Sposò la concittadina Francesca Vittori nel 1574. Fu un celebre giurista italiano. Nominato sindaco di Alatri nel 1586 si adoperò per l'istituzione del seminario.
Si assicurò presto la benevolenza del cardinale Aldobrandini e di papa Clemente VII, che gli affidò il governo di Imola e la Giudicaria di Borgo, successivamente lo nominò "Generale Procuratore Fiscale di Sua Santità e della Reverenda Camera Apostolica"; ciò gli permise una rapida carriera nella magistratura dello stato pontificio.
Collaborò con il vescovo scienziato Ignazio Danti, grazie al comune rigore morale e di giudizio, nella riforma sociale e strutturale del capoluogo della Campagna e Marittima.  È noto inoltre per aver celebrato alcuni tra i più importanti processi dell'epoca, tra cui quello che, nel 1599, vide imputati per omicidio Beatrice Cenci e i suoi fratelli, e che si concluse con la condanna alla pena capitale. Egli patrocinò l'accusa e il successo gli fruttò la somma di ben 6.000 scudi.
Morì l'11 settembre 1608 e fu sepolto in Roma nella chiesa di San Lorenzo in Damaso.